# Erateina radiaria
Erateina radiaria är en fjärilsart som beskrevs av Herrich-Schäffer 1853. Erateina radiaria ingår i släktet Erateina och familjen mätare. Inga underarter finns listade i Catalogue of Life.